# Chris Wittyová
Christine Diane „Chris“ Wittyová (* 23. června 1975 West Allis, Wisconsin) je bývalá americká rychlobruslařka a dráhová cyklistka.
V mezinárodních rychlobruslařských závodech debutovala v roce 1991, toho roku se zúčastnila i Mistrovství světa juniorů, na kterém skončila na 18. místě. V dalších letech se na juniorském světovém šampionátu pohybovala na podobných umístěních, v roce 1993 poprvé startovala mezi dospělými na sprinterském mistrovství světa. V roce 1994 se poprvé objevila v závodech Světového poháru, na svém posledním juniorském světovém šampionátu skončila šestá, startovala i na Zimních olympijských hrách 1994 (1000 m – 23. místo). Prvních medailí se dočkala v sezóně 1995/1996, kdy vyhrála sprinterský šampionát, vybojovala stříbrnou medaili v závodě na 500 m na prvním Mistrovství světa na jednotlivých tratích a vyhrála celkové hodnocení Světového poháru v závodech na 1000 m. V následujících letech získala několik dalších medailí, včetně zlaté z trati 1000 m na světového šampionátu na jednotlivých tratích 1998, stříbra a bronzu ze zimní olympiády 1998 a zlata se světovým rekordem ze závodu na 1000 m na Zimních olympijských hrách 2002. Její výkonnost však v dalších letech postupně klesala, zúčastnila se ještě zimní olympiády 2006 v Turíně, kde však ve dvou závodech skončila až ve třetí desítce. Poslední závody v klasickém rychlobruslení odjela v rámci Mistrovství světa na jednotlivých tratích 2007. Od toho roku žije v Eindhovenu a v letech 2008–2010 startovala na nizozemských závodech v maratonském bruslení.
Jako dráhová cyklistka startovala na Letních olympijských hrách 2000, v závodě na 500 m s pevným startem skončila na pátém místě. Stala se tak teprve devátým americkým sportovcem, který startoval na letních i zimních olympijských hrách.